# Llazar Fundo
Llazar Fundo też jako Zai Fundo, ps. „Kreshniku”, „Pagani”, „Lovati” (ur. 20 marca 1899 w Korczy, zm. 30 września 1944 w Kukësie) – albański polityk komunistyczny, dziennikarz i pisarz.

## Życiorys
Urodził się w rodzinie kupieckiej. Dzięki wsparciu rodziny mógł uczyć się w liceum francuskojęzycznym w Salonikach, a następnie podjąć studia prawnicze w Paryżu. W środowisku studentów albańskich w Paryżu spotkał po raz pierwszy Envera Hodżę.
Po powrocie do Albanii w 1923 związał się z radykalną organizacją młodzieżową Bashkimi (Zjednoczenie), po zabójstwie Avni Rustemiego stanął na czele tej organizacji. Był także redaktorem naczelnym pisma Bashkimi. Brał aktywny udział w przewrocie, który w 1924 wyniósł na szczyty władzy Fana Noliego. Po upadku Noliego w grudniu 1924 Fundo wyemigrował do Wiednia, gdzie w tym czasie powstawała Bałkańska Federacja Komunistyczna. Wkrótce potem wyjechał do ZSRR, gdzie związał się z Kominternem i ukończył kurs z zakresu leninizmu. W tym czasie wstąpił do Rosyjskiej Komunistycznej Partii (bolszewików). W 1929 wziął udział w VIII Zjeździe Bałkańskiej Federacji Komunistycznej, na którym dyskutowano nad perspektywami utworzenia w Albanii partii komunistycznej. Sam Fundo pomagał w tworzeniu grupy komunistycznej, działającej w Korczy. W latach 1930–1931 pisał do czasopisma Federacja Bałkańska, wydawanego w Wiedniu.
W 1933 był obserwatorem procesu lipskiego i towarzyszył G. Dimitrowowi w drodze powrotnej do Moskwy. Trzy lata później zajął się organizowaniem grupy albańskich ochotników, którzy mieli walczyć w Brygadach Międzynarodowych, w czasie wojny domowej w Hiszpanii. Wtedy też zaczął wyrażać poglądy krytyczne wobec Stalina i prowadzonej przez niego polityki czystek, co prowadziło go na pozycje bliskie trockizmowi. W 1938 został za to usunięty z Kominternu i skazany na karę śmierci. Wyroku nie wykonano, prawdopodobnie wskutek interwencji Dymitrowa. Fundo wyjechał do Paryża.
W 1939, wkrótce po inwazji włoskiej na Albanię, Fundo powrócił do kraju i podjął pracę nauczyciela w liceum w Korczy. Z pracy tej został wyrzucony w 1940, z uwagi na jego działalność w antywłoskim ruchu oporu. W 1941 został internowany na wyspie Ventotene, razem z innymi Albańczykami, oskarżanymi o działalność antywłoską. Powrócił do Albanii pod koniec 1943, już po upadku faszystowskich Włoch. Przyłączył się do ruchu oporu, współpracując od stycznia 1944 z pro-brytyjską grupą braci Kryeziu.
W 1944 został schwytany przez partyzantów jugosłowiańskich we wsi Bytyç w Kosowie i przekazany w ręce albańskie. Na rozkaz Envera Hodży, Fundo został zakatowany przez partyzantów V Brygady, jako agent brytyjski. W 1995 otrzymał pośmiertnie tytuł Męczennika za Demokrację (Martir i Demokracise).